# Narcissus rupicola subsp. watieri
Narcissus rupicola subsp. watieri es una subespecie de planta de la familia de las amarilidáceas. Es originaria del Norte de África.

## Descripción
Es una planta bulbosa con las flores blancas. Se distribuye por Marruecos. Es el único miembro con flores de color blanco puro de su sección y tiene además una garganta de color verde. Florece un poco antes de típica Narcissus rupicola.

## Taxonomía
Narcissus rupicola subsp. marvieri fue descrita por (Maire) Maire & Weiller y publicado en Fl. Afr. Nord 6: 61 (1959).
Etimología
Narcissus nombre genérico que hace referencia  del joven narcisista de la mitología griega Νάρκισσος (Narkissos) hijo del dios río Cephissus y de la ninfa Leiriope; que se distinguía por su belleza. 
El nombre deriva de la palabra griega: ναρκὰο, narkào (= narcótico) y se refiere al olor penetrante y embriagante de las flores de algunas especies (algunos sostienen que la palabra deriva de la palabra persa نرگس y que se pronuncia Nargis, que indica que esta planta es embriagadora). 
rupicola: epíteto latino que significa "con hábitat en las rocas".
Sinonimia
- Narcissus watieri Maire[4]